# Gödersheimer Mühle

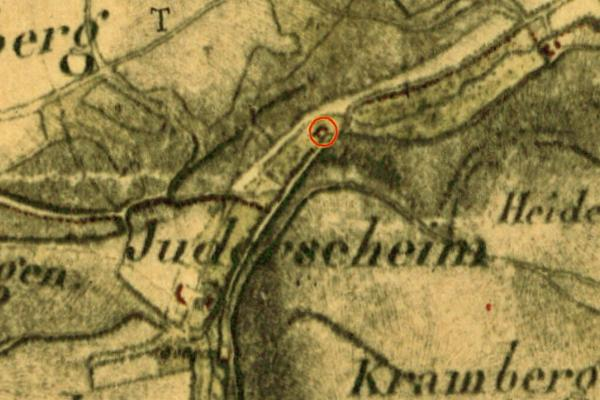
Der Standort auf der Tranchot-Karte

Die Gödersheimer Mühle steht am Neffelbach bei Wollersheim im Kreis Düren.
Die Getreidemühle besteht seit langer Zeit. Sie gehörte zur Burg Gödersheim. Caspar Cremer aus Füssenich war von 1820 bis 1830 der Mühlenbesitzer. Später wurde sie an eine Familie Kerp verkauft.
Die Mühle war oberschlächtig und hatte zwei Mahlgänge.
Mühlanlagen und Mühlbach existieren heute nicht mehr. Das Haus wird wieder bewohnt. 1973 kaufte Helmut Waldmann die Mühle, die direkt neben der Burg Gödersheim liegt. Der derzeitige Eigentümer betreibt Viehzucht.